# Інга та Ануш Аршакян
Інга та Ануш Аршакян (вірм. Ինգա և Անուշ Արշակյաններ) — вірменський фолк-дует. Сестри Аршакян представляли Вірменію на Євробаченні-2009 в Москві з піснею «Jan Jan» (вірм. «Ջան ջան») — «Джан джан».

## Біографія
Ануш Аршакян закінчила музичну школу імені Асламазяна по класу фортепіано.
У 1994 році виборола перше місце і приз глядацьких симпатій на конкурсі в Омську в Росії. З цього часу вона починає виступати як авторка та композиторка. Її пісні починають користуватися великим успіхом. Після закінчення музичної школи вона вступає до коледжу імені Бабаджаняна з класу фортепіано. У 1999 році вона дебютує як солістка державного філармонічного оркестру Вірменії. З 2001 по 2005 рік вона навчається в Єреванській консерваторії по класу джаз-вокалу.
Інга Аршакян закінчила музичну школу імені Асламазяна і коледж імені Бабаджаняна, по класу скрипки в 1997 році. У 1998 році Інга приєдналася до своєї сестри Ануш і вони стали виступати разом, виконуючи не тільки дуети, але і арії, де велику роль грає скрипка. Паралельно з її навчанням з 1999 року працювала в ансамблі скрипалів імені Ачемяна, виступаючи з ним в різних турне. Після серії сольних виступів в США, Канаді, Аргентині і Франції, а також зарубіжних концертів з театром, Інга разом зі своєю сестрою починає сольну кар'єру. У 2002 році Інга закінчила музичний коледж і разом зі своєю сестрою вступила до Єреванської консерваторії по класу джазового вокалу, яку закінчила у 2005 році.

## Дует
Інга та Ануш співають і займаються музичною творчістю з раннього дитинства, а виступати дуетом на професійній сцені вони почали з 2000 року.
Їх дует виступав у складі Державного театру пісні Вірменії. З 2003 р. вони почали сольну кар'єру. Сестри виступали з концертами і в Вірменії і за кордоном — у містах США, Росії, Німеччини, в Тегерані, Лондоні, Парижі.
З 2008 року Інга та Ануш співпрацюють з компанією «ШАРМ Холдинг». За даними відбіркового туру, що відбувся 14 лютого 2009 р. Інга і Ануш Вірменії представили на конкурсі пісні «Євробачення» 12 травня в Москві і замкнули кращу десятку виконавців.
Пісня «Джан Джан» («Ջան ջան») також був першою вірменською піснею, яка увійшла до ТОП «Pmachinery Top 30.». Пісня увійшла до діаграми 13 червня 2009 року під номером 26. Найвища її позиція в чарті — номер 3 (на 1 серпня 2009 року).
У вересні 2011 року брали участь у фестивалі «Співдружність на Волзі», що проходив у рамках міжнародного конгресу «Культура як ресурс модернізації» в Ульяновську.
Інга Аршакян знову представляла Вірменію на пісенному конкурсі Євробачення 2015 у складі гурту «Genealogy».

## Дискографія

### Альбоми
- Menq ev mer sarery (2003)
- Tamzara (2006)
- Menqenq, mer sarere (2009)

### Сингли
- «Ser Yerevan»
- «Im Anune Hayastan E»
- «Jan Jan»
- «Gutan»
- «The road»
- «You Will Not Be Alone»
- «Don Hay»

### DVD
- «The Road» (2010)